# Club Deportivo Pradejón (femenino)
El Club Deportivo Pradejón femenino es la sección femenina de su entidad matriz, el C. D. Pradejón, y tiene su sede en la ciudad de Pradejón (La Rioja), en España. Fue establecido en 2014 juega actualmente en Segunda Federación Femenina, desde su descenso en 2022 de la Segunda División.

## Historia
El C. D. Pradejón decidió añadir una sección femenina al club en 2014, y el equipo comenzó a competir en la Liga Territorial de La Rioja.
Tras tres temporadas, consiguieron el ascenso a Segunda División en 2017, tras quedar campeonas en la liga territorial.
Tras dos temporadas en la segunda categoría nacional, en 2019 descendieron a la Primera  Nacional, tercera categoría nacional. El descenso ocurrió pese a ocupar la mitad de la tabla (puesto 8.º) y tras un proceso de reestructuración de las ligas, en la que la Segunda División pasó de ocho grupos a solo dos.
En 2021, el Pradejón volvió a ascender a Segunda División tras lograr el campeonato en la Primera  Nacional.
Sólo duró un año en la segunda categoría, al encontrarse otro proceso de reestructuración de ligas, en el que la Segunda División pasó a llamarse Primera Federación y se redujo a un único grupo.
Tras tres temporadas en la recién creada Segunda Federación, en 2025 el Pradejón sumó un nuevo descenso, esta vez a Tercera Federación.

## Uniforme
- Primera equipación: Camiseta blanquiverde a rayas verticales, pantalón blanco y medias verdes.
- Segunda equipación: Camiseta amarilla, pantalón verde y medias verdes.

## Estadio
El Pradejón disputa los encuentros como local en el Campo de fútbol municipal, de césped natural, que cuenta con una capacidad de 1700 espectadores. 
Además, también dispone de un campo de hierba artificial de futbol 11 desde 2014, donde disputan sus partidos sus categorías inferiores.

## Trayectoria

### Histórico de temporadas
| Temporada | División     | Puesto |
| --------- | ------------ | ------ |
| 2014-15   | Territorial  | 5.º    |
| 2015-16   | Territorial  | 4.º    |
| 2016-17   | Territorial  | 1.º    |
| 2017-18   | 2.ª División | 9.°    |
| 2018-19   | 2.ª División | 8.°    |
| 2019-20   | 1.ª Nacional | 4.°    |

| Temporada | División       | Puesto | Copa de la Reina |
| --------- | -------------- | ------ | ---------------- |
| 2020-21   | 1.ª Nacional   | 1.°    |                  |
| 2021-22   | 2.ª División   | 13.°   | 1.ª ronda        |
| 2022-23   | 2.ª Federación | 5.º    | 1.ª ronda        |
| 2023-24   | 2.ª Federación | 7.º    | 1.ª ronda        |
| 2024-25   | 2.ª Federación | 15.º   | 1.ª ronda        |

LEYENDA
```
 :Ascenso de categoría

 :Descenso de categoría
```

### Participaciones en Copa de la Reina
| Temporada | Ronda     | Rival             | Resultado |  |
| --------- | --------- | ----------------- | --------- |  |
| 2021-22   | 1.ª Ronda | C. P. Cacereño    | 2-1       |  |
| 2022-23   | 1.ª Ronda | R. C. D. Espanyol | 1-3       |  |
| 2023-24   | 1.ª Ronda | Real Oviedo       | 1-3       |  |
| 2024-25   | 1.ª Ronda | DUX Logroño       | 0-4       |  |

### Participaciones en promociones de ascenso
| Temporada | Liga             | Ronda | Rival             | Ida | Vuelta | Global |  | Ascenso |
| --------- | ---------------- | ----- | ----------------- | --- | ------ | ------ |  | ------- |
| 2020-21   | Primera Nacional | Final | Unión Viera C. F. | 1-3 | 4-1    | 2-7    |  |         |